# La Planche

La Planche este o comună în departamentul Loire-Atlantique, Franța. În anul 2009 avea o populație de 2,341 de locuitori.